# 몽골햄스터
몽골햄스터(Allocricetulus curtatus)는 비단털쥐과에 속하는 설치류의 일종이다. 몽골햄스터속에 속하는 두 종의 하나로 중국과 몽골에서 발견된다.

## 특징
몽골난쟁이햄스터의 두개골 크기는 8.5~15.3cm이다. 상체의 털은 누르스름한 갈색이고 하체는 희고 가슴에 진한 반점이 있다.